# Liste der Nummer-eins-Hits in Italien
Dies ist eine Auflistung aller Nummer-eins-Hits in Italien seit 1960. Aufgeführt sind alle Alben und Singles, die die Hitparaden in Italien angeführt haben. Als Grundlage dienen dabei ab 1960 die Charts des Magazins Musica e dischi (M&D). Seit 1995 (Alben) bzw. 1997 (Singles) werden die offiziellen Hitparaden im Auftrag der Federazione Industria Musicale Italiana (FIMI) wöchentlich ermittelt und veröffentlicht.
Die Auflistung ist unterteilt nach Jahren, seit 1960 sind wöchentliche Singlecharts, seit November 1964 monatliche Albumcharts und seit Mai 1970 wöchentliche Albumcharts verfügbar. Die Übergänge von den M&D- zu den FIMI-Charts finden 1995 und 1997 statt.
Auf dieser Seite werden verschiedene Gesamtstatistiken zu den Nummer-eins-Hits geführt.

## Deutsche Interpreten mit Nummer-eins-Hits
| Singles (10) | Alben (3) |
| --- | --- |
| - OFF – Electrica Salsa, 1987, 2 Wochen - Enigma – Sadeness (Part I), 1991, 5 Wochen - SNAP! – Rhythm Is a Dancer, 1992, 14 Wochen - Culture Beat – Mr. Vain, 1993, 2 Wochen - La Bouche – Sweet Dreams (Ola Ola E), 1994, 4 Wochen - Billie Ray Martin – Your Loving Arms, 1995, 1 Woche - Wankelmut – One Day / Reckoning Song, 2012, 2 Wochen - Robin Schulz – Prayer in C (Robin Schulz Remix), 2014, 3 Wochen - Álvaro Soler – El mismo sol, 2015, 4 Wochen - Álvaro Soler – Sofia, 2016, 10 Wochen | - James Last – James Last in Concert, 1975, 3 Wochen - Rappers Against Racism – Only You. The Album, 1999, 1 Woche - Álvaro Soler – Eterno agosto, 2016, 5 Wochen |

## Österreichische Interpreten mit Nummer-eins-Hits
| Singles                                 | Alben |
| --------------------------------------- | ----- |
| - Falco – Der Kommissar, 1982, 9 Wochen | –     |

## Schweizer Interpreten mit Nummer-eins-Hits
| Singles                                   | Alben |
| ----------------------------------------- | ----- |
| - Paolo Meneguzzi – Musica, 2007, 1 Woche | –     |

Nicht berücksichtigt werden hierbei die Sängerin Mina, auch wenn sie die Schweizer Staatsbürgerschaft besitzt, und der lediglich in der Schweiz geborene Musiker Robert Miles.

## Deutschsprachige Nummer-eins-Hits
| Singles (2)                                                                           | Alben |
| ------------------------------------------------------------------------------------- | ----- |
| - Falco – Der Kommissar, 1982, 9 Wochen - Mo-Do – Eins, zwei, Polizei, 1994, 2 Wochen | –     |

## „Dauerbrenner“
In der nachfolgenden Statistik sind Singles und Alben aufgeführt, die insgesamt mindestens zehn Wochen den ersten Platz der italienischen Charts hielten.

### 6 Monate
| Singles | Alben                                                                      |
| ------- | -------------------------------------------------------------------------- |
| –       | - The Beatles – Sgt. Pepper’s Lonely Hearts Club Band (Juni–November 1967) |

### 23 Wochen
| Singles | Alben                                                                    |
| ------- | ------------------------------------------------------------------------ |
| –       | - Lucio Battisti – Il mio canto libero (52. Woche 1972 – 22. Woche 1973) |

### 22 Wochen
| Singles | Alben |
| ------- | --- |
| –       | - Mina – …Bugiardo più che mai… più incosciente che mai… (Februar, April, 18.–22. und 33.–41. Woche 1970) - Lucio Dalla – Dalla (38. Woche 1980 – 7. Woche 1981) |

### 21 Wochen
| Singles                                                         | Alben |
| --------------------------------------------------------------- | --- |
| - Vasco Rossi – Vasco Extended Play (14. Mai – 7. Oktober 2007) | - Lazza – Sirio (8. April – 12. Mai, 17. Juni – 25. August, 2.–15. September, 16.–22. Dezember 2022, 3.–16. Februar und 10.–16. März 2023) |

### 20 Wochen
| Singles                                                                        | Alben |
| ------------------------------------------------------------------------------ | --- |
| - Povia – I bambini fanno “ooh…” (11. März – 21. Juli und 19.–25. August 2005) | - Verschiedene Interpreten – Jesus Christ Superstar (15.–34. Woche 1974) - Madonna – True Blue (27.–41., 43.–44. Woche 1986 und 3.–5. Woche 1987) - Zucchero – Oro incenso & birra (25.–44. Woche 1989) |

### 19 Wochen
| Singles | Alben |
| ------- | --- |
| –       | - Claudio Baglioni – La vita è adesso (26.–41. und 43.–45. Woche 1985) - Vasco Rossi – Vivere o niente (28. März – 22. Mai, 30. Mai – 7. August und 15.–28. August 2011) |

### 18 Wochen
| Singles | Alben                                                                                  |
| ------- | -------------------------------------------------------------------------------------- |
| –       | - Lucio Battisti – Lucio Battisti la batteria il contrabbasso ecc. (9.–26. Woche 1976) |

### 17 Wochen
| Singles                                                                                   | Alben |
| ----------------------------------------------------------------------------------------- | --- |
| - Liga/Jova/Pelù – Il mio nome è mai più (18. Juni – 7. Oktober und 15.–21. Oktober 1999) | - Verschiedene Interpreten – Saturday Night Fever (15. und 22.–37. Woche 1978) - Franco Battiato – La voce del padrone (16.–21., 25.–27., 29.–30. und 32.–37. Woche 1982) |

### 16 Wochen
| Singles | Alben |
| --- | --- |
| - Elton John – Something About the Way You Look Tonight / Candle in the Wind 1997 (12. September – 6. November und 21. November – 4. Dezember 1997 sowie 19. Dezember 1997 – 15. Januar 1998 und 23. Januar – 5. Februar 1998) - Aventura – Obsesión (26. September 2003 – 15. Januar 2004) - Shakira feat. Freshlyground – Waka Waka (This Time for Africa) (17. Mai – 5. September 2010) | - Lucio Battisti – Il nostro caro angelo (43. Woche 1973 – 6. Woche 1974) - Eros Ramazzotti – Dove c’è musica (10. Mai – 29. August 1996) |

### 15 Wochen
| Singles | Alben |
| --- | --- |
| - The Buggles – Video Killed the Radio Star (7.–21. Woche 1980) - Kaoma – Lambada (41. Woche 1989 – 2. Woche 1990) | - Mina – Del mio meglio (24.–33., 39.–40. und 43.–45. Woche 1971) - Phil Collins – …But Seriously (49. Woche 1989 – 8. Woche 1990 und 10.–11. Woche 1990) - Eros Ramazzotti – In ogni senso (16.–24., 28.–30. und 35.–37. Woche 1990) - Pink Floyd – The Division Bell (14.–25., 28.–29. und 31. Woche 1994) - Vasco Rossi – Buoni o cattivi (2.–22. April, 30. April – 6. Mai und 18. Juni – 2. September 2004) |

### 14 Wochen
| Singles | Alben |
| --- | --- |
| - Lucio Battisti – Pensieri e parole (23.–36. Woche 1971) - Berto Pisano – A Blue Shadow (6. April – 12. Juli 1974) - Claudio Baglioni – Sabato pomeriggio (34.–47. Woche 1975) - Lucio Battisti – Una donna per amico (40. Woche 1978 – 1. Woche 1979) - SNAP! – Rhythm Is a Dancer (23.–36. Woche 1992) - Madonna – Hung Up (4. November 2005 – 9. Februar 2006) - Luis Fonsi feat. Daddy Yankee – Despacito (17. März – 8. Juni und 16.–29. Juni 2017) | - Pink Floyd – Wish You Were Here (44. Woche 1975 – 2. Woche 1976 sowie 4.–5. und 8. Woche 1976) - Lucio Battisti – Una giornata uggiosa (10.–23. Woche 1980) - Claudio Baglioni – Strada facendo (27.–40. Woche 1981) - Lucio Dalla – Cambio (39.–46., 50.–51. Woche 1990 und 2.–5. Woche 1991) - Eros Ramazzotti – 9 (30. Mai – 4. September 2003) |

### 13 Wochen
| Singles | Alben |
| --- | --- |
| - Nico Fidenco – Legata a un granello di sabbia (25–37. Woche 1961) - Gianni Morandi – In ginocchio da te (30.–42. Woche 1964) - Umberto Tozzi – Ti amo (28.–40. Woche 1977) - Umberto Tozzi – Tu (24.–36. Woche 1978) - Alan Sorrenti – Tu sei l’unica donna per me (26.–38. Woche 1979) - Irene Cara – Flashdance … What a Feeling (41. Woche 1983 – 1. Woche 1984) | - Mina – Studio Uno (Mai–Juli 1965) - The Beatles – The Beatles in Italy (August–Oktober 1965) - The Beatles – Rubber Soul (Mai–Juli 1966) - The Beatles – Revolver (September–November 1966) - The Beatles – The Beatles (Dezember 1968 – Februar 1969) - Barry White – Just Another Way to Say I Love You (19.–31. Woche 1975) - Lucio Battisti – Io tu noi tutti (13.–25. Woche 1977) - Donna Summer – I Remember Yesterday (26.–38. Woche 1977) - Edoardo Bennato – Burattino senza fili (43., 45. und 48. Woche 1977, 51. Woche 1977 – 5. Woche 1978, sowie 7.–9. Woche 1978) - Marco Masini – Malinconoia (10.–22. Woche 1991) - R.E.M. – Out of Time (23.–26., 28.–29. und 34.–37. Woche 1991) - Lùnapop – …Squérez? (16. Juni – 14. September 2000) |

### 12 Wochen
| Singles | Alben |
| --- | --- |
| - Santo & Johnny – Il padrino (38.–49. Woche 1972) - Patty Pravo – Pazza idea (31.–42. Woche 1973) - Lucio Battisti – Ancora tu (14.–25. Woche 1976) - Matia Bazar – Vacanze romane (8.–19. Woche 1983) - Madonna – Papa Don’t Preach (28.–39. Woche 1986) - Freddie Mercury – Living on My Own (40.–49. Woche 1993 und 2.–3. Woche 1994) - Giusy Ferreri – Non ti scordar mai di me (9.–15. Juni und 7. Juli – 21. September 2008) - Giusy Ferreri – Novembre (21. Oktober – 7. Dezember 2008 und 15. Dezember 2008 – 18. Januar 2009) - Artisti Uniti per l’Abruzzo – Domani 21/04.2009 (11. Mai – 2. August 2009) | - Verschiedene Interpreten – Flashdance (41.–52. Woche 1983) - Lucio Dalla & Gianni Morandi – Dalla/Morandi (26.–37. Woche 1988) - Queen – Greatest Hits II (48. Woche 1991 – 6. Woche 1992 und 9. Woche 1992) - Mina & Adriano Celentano – Mina/Celentano (15. Mai – 16. Juli und 28. August – 17. September 1998) - Vasco Rossi – Stupido hotel (6. April – 10. Mai, 25.–31. Mai, 13.–26. Juli, 3.–30. August 2001) - The Kolors – Out (18. Mai – 21. Juni und 29. Juni – 20. August 2015) |

### 11 Wochen
| Singles | Alben |
| --- | --- |
| - Mina – Il cielo in una stanza (43. Woche 1960 – 1. Woche 1961) - Tony Dallara – La novia (38.–48. Woche 1961) - Rita Pavone – Cuore (24.–34. Woche 1963) - Gianni Morandi – Non son degno di te (47. Woche 1964 – 4. Woche 1965) - Nikka Costa – (Out Here) On My Own (32.–42. Woche 1981) - USA for Africa – We Are the World (16.–26. Woche 1985) - Madonna – Who’s That Girl (29.–39. Woche 1987) - Claudio Baglioni – E tu … (33.–43. Woche 1974) - Marco Masini – Perché lo fai (12.–22. Woche 1991) - Crystal Waters – Gypsy Woman (25.–35. Woche 1991) - Eamon – F** k It (I Don’t Want You Back) (18. Juni – 2. September 2004) - Eros Ramazzotti & Ricky Martin – Non siamo soli (8. Oktober – 23. Dezember 2007) - Adele – Someone like You (29. September – 14. Dezember 2011) - Baby K feat. Giusy Ferreri – Roma-Bangkok (31. Juli – 15. Oktober 2015) - Takagi & Ketra feat. Giusy Ferreri & Sean Kingston – Amore e capoeira (15. Juni – 19. Juli und 27. Juli – 6. September 2018) - Fedez feat. Tananai & Mara Sattei – La dolce vita (3. Juni – 14. Juli und 22. Juli – 25. August 2022) | - Fabrizio De André – Non al denaro, non all’amore né al cielo (51. Woche 1971 – 9. Woche 1972) - Mina – Mina (10.–20. Woche 1981) - Claudio Baglioni – E tu … (38.–48. Woche 1974) - Santana – Amigos (27.–37. Woche 1976) - Verschiedene Interpreten – Grease: The Original Soundtrack from the Motion Picture (38.–44. und 46. Woche 1978 sowie 1.–2. und 4. Woche 1979) - Vasco Rossi – Va bene, va bene così (18.–28. Woche 1984) - Lucio Battisti – Don Giovanni (13.–23. Woche 1986) - Tracy Chapman – Tracy Chapman (38.–39. Woche 1988 und 52. Woche 1988 – 8. Woche 1989) - Adriano Celentano – Io non so parlar d’amore (7.–13. Mai, 29. Oktober – 11. November 1999 und 3. Dezember 1999 – 6. Januar 2000 sowie 14.–27. Januar und 11.–17. Februar 2000) - Santana – Supernatural (10. März – 20. April, 28. April – 1. Juni und 9.–15. Juni 2000) - Giusy Ferreri – Non ti scordar mai di me (30. Juni – 14. September 2008) |

### 10 Wochen
| Singles | Alben |
| --- | --- |
| - Umberto Bindi – Il nostro concerto (33.–42. Woche 1960) - Antoine – La tramontana (5.–14. Woche 1968) - Lucio Battisti – La collina dei ciliegi (44. Woche 1973 – 1. Woche 1974) - Mina – E poi (2.–10. und 13. Woche 1974) - Gianni Bella – Non si può morire dentro (28.–37. Woche 1976) - Gianni Morandi – Sei forte papà (49. Woche 1976 – 5. Woche 1977) - Matia Bazar – Solo tu (48. Woche 1977 – 5. Woche 1978) - Bee Gees – Tragedy (9.–18. Woche 1979) - Stevie Wonder – Master Blaster (48.–52. Woche 1980 und 2.–6. Woche 1981) - M. & J. Righeira – Vamos a la playa (27.–30. und 32.–37. Woche 1983) - Amedeo Minghi & Mietta – Vattene amore (12.–21. Woche 1990) - Gianna Nannini & Edoardo Bennato – Un’estate italiana (24.–33. Woche 1990) - Youssou N’Dour & Neneh Cherry – 7 Seconds (35.–44. Woche 1994) - Ti.Pi.Cal. – The Colour Inside (25.–34. Woche 1995) - Robert Miles – One and One (47. Woche 1996 – 4. Woche 1997) - Céline Dion – My Heart Will Go On (6.–12. Februar, 20. Februar – 12. März und 20. März – 30. April 1998) - Kylie Minogue – Can’t Get You Out of My Head (5. Oktober – 13. Dezember 2001) - Lucenzo feat. Don Omar – Danza Kuduro (26. Mai – 3. August 2011) - Álvaro Soler – Sofia (29. April – 5. Mai, 13.–19. Mai und 27. Mai – 21. Juli 2016) - J-Ax & Fedez feat. T-Pain – Senza pagare (30. Juni – 3. August und 11. August – 14. September 2017) - Mahmood & Blanco – Brividi (28. Januar – 7. April 2022) - The Kolors – Italodisco (7. Juli – 14. September 2023) | - Beatles – Let It Be (23.–32. Woche 1970) - Lucio Battisti – Umanamente uomo: il sogno (21.–30. Woche 1972) - Mina – Cinquemilaquarantatre (31.–40. Woche 1972) - Riccardo Cocciante – Concerto per Margherita (38.–47. Woche 1976) - Antonello Venditti – Buona domenica (44. Woche 1979 – 1. Woche 1980) - 883 – Nord sud ovest est (23.–28., 32. und 35.–37. Woche 1994) - Max Pezzali – Tutto Max (24. Juni – 1. September 2005) - Irama – Plume (1. Juni – 2. August und 10.–16. August 2018) |

## Meistvertretene Interpreten
| Singles | Alben |
| --- | --- |
| - 24×: Sfera Ebbasta - 22×: Madonna - 16×: Adriano Celentano - 15×: Gianni Morandi - 12×: U2 / Vasco Rossi / Fedez | - 24×: Mina - 23×: Vasco Rossi - 16×: Renato Zero - 15×: Madonna / Lucio Battisti / Ligabue - 14×: Eros Ramazzotti / Bruce Springsteen |

An der Spitze der Albumcharts standen zudem 39 Sampler und Soundtracks.

### 1960er-Jahre
| Singles | Alben                          |
| --- | ------------------------------ |
| 1. Adriano Celentano (13) 2. Gianni Morandi (12) 3. Rita Pavone (6) 4. Bobby Solo / Mina / Nico Fidenco (3) | 1. The Beatles (7) 2. Mina (5) |

### 1970er-Jahre
| Singles                                                                   | Alben |
| ------------------------------------------------------------------------- | --- |
| 1. Lucio Battisti (11) 2. Adriano Celentano / Mina / Claudio Baglioni (3) | 1. Lucio Battisti (9) 2. Soundtracks (7) 3. Mina (7) 4. Pink Floyd / Claudio Baglioni / Riccardo Cocciante / Antonello Venditti / Donna Summer (3) |

### 1980er-Jahre
| Singles                                                                         | Alben |
| ------------------------------------------------------------------------------- | --- |
| 1. Madonna (6) 2. Stevie Wonder / Michael Jackson / Duran Duran / Jovanotti (3) | 1. Soundtracks und Sampler (13) 2. Lucio Dalla (5) 3. Renato Zero / Madonna (4) 4. Lucio Battisti / Franco Battiato / Eros Ramazzotti (3) |

### 1990er-Jahre
| Singles | Alben |
| --- | --- |
| 1. Madonna (6) 2. Michael Jackson (5) 3. U2 / Jovanotti (4) 4. Elton John / 883 / Vasco Rossi / Corona / Robert Miles / Depeche Mode (3) | 1. Soundtracks und Sampler / Mina / Vasco Rossi / 883 (5) 2. Eros Ramazzotti / Claudio Baglioni / Queen / Zucchero / Jovanotti / Pino Daniele (4) 3. Lucio Dalla / Elton John / Luca Carboni / Bruce Springsteen / Francesco De Gregori / Litfiba / U2 / Ligabue (3) |

### 2000er-Jahre
| Singles | Alben |
| --- | --- |
| 1. Madonna (10) 2. Eros Ramazzotti / U2 (6) 3. Robbie Williams (5) 4. Oasis / Elisa / Tiziano Ferro / Vasco Rossi (4) 5. Jennifer Lopez / Depeche Mode / Anastacia / Shakira / George Michael (3) | 1. Madonna (7) 2. Bruce Springsteen / Vasco Rossi / Ligabue (6) 3. Gigi D’Alessio / Laura Pausini (5) 4. U2 / Zucchero / Renato Zero / Ben Harper / Eros Ramazzotti / Biagio Antonacci (4) 5. Oasis / Pooh / Francesco De Gregori / R.E.M. / Antonello Venditti / Jovanotti / Coldplay / Franco Battiato / Claudio Baglioni / Tiziano Ferro / Mina / Max Pezzali / Robbie Williams / Michael Bublé / Michael Jackson (3) |

### 2010er-Jahre
| Singles | Alben |
| --- | --- |
| 1. Sfera Ebbasta (13) 2. Fedez (7) 3. Capo Plaza / Salmo / J-Ax (5) 4. Emma / Adele / Vasco Rossi / J Balvin (4) 5. Francesca Michielin / Arisa / Marco Mengoni / Ghali / Guè Pequeno / Coez / Giusy Ferreri / Tha Supreme (3) | 1. Vasco Rossi (9) 2. Marco Mengoni (8) 3. Laura Pausini / Ligabue (6) 4. Alessandra Amoroso / Jovanotti / Renato Zero (5) 5. Negramaro / One Direction / Guè Pequeno / Fedez / Gemitaiz / MadMan / Emma / Tiziano Ferro / Benji & Fede (4) |

### 2020er-Jahre
| Singles | Alben                                                                                             |
| --- | ------------------------------------------------------------------------------------------------- |
| 1. Sfera Ebbasta (11) 2. Fedez / Tha Supreme (5) 3. Salmo / Blanco / Lazza / Shiva (4) 4. Mara Sattei (3) 5. Ghali / Capo Plaza / Pinguini Tattici Nucleari / Guè Pequeno / Geolier / Anna (2) | 1. Guè Pequeno (4) 2. Emis Killa (3) 3. Tedua / Jake La Furia / Lazza / Irama / Rkomi / Ernia (2) |

## Interpreten, die gleichzeitig Platz eins der Single- und Albumcharts belegten
| Jahr               | Interpret                                                   | Single                                                             | Album                                           | Zeitraum                                                                                            |
| ------------------ | ----------------------------------------------------------- | ------------------------------------------------------------------ | ----------------------------------------------- | --------------------------------------------------------------------------------------------------- |
| 1965               | Mina                                                        | Un anno d’amore                                                    | Studio Uno                                      | 2 Wochen (19.–20.)                                                                                  |
| 1966               | The Beatles                                                 | Michelle                                                           | Rubber Soul                                     | 5 Wochen (18.–22.)                                                                                  |
| 1969               | Mal                                                         | Pensiero d’amore                                                   | Mal dei Primitives                              | 4 Wochen (36.–39.)                                                                                  |
| 1970               | Lucio Battisti                                              | Anna                                                               | Emozioni                                        | 4 Wochen (51. W 1970 – 2. W 1971)                                                                   |
| 1971               | Lucio Battisti                                              | Anna                                                               | Emozioni                                        | 4 Wochen (51. W 1970 – 2. W 1971)                                                                   |
| Pensieri e parole  | Lucio Battisti                                              | Amore e non amore                                                  | 3 Wochen (34.–36.)                              | |
| 1972               | Mina                                                        | Grande, grande, grande                                             | Mina                                            | 2 Wochen (18.–19.)                                                                                  |
| 1972               | Lucio Battisti                                              | I giardini di marzo                                                | Umanamente uomo: il sogno                       | 8 Wochen (21., 23.–29.)                                                                             |
| 1973               | Lucio Battisti                                              | Il mio canto libero                                                | Il mio canto libero                             | 9 Wochen (6.–14.)                                                                                   |
| 1973               | Elton John                                                  | Crocodile Rock                                                     | Don’t Shoot Me I’m Only the Piano Player        | 1 Woche (25.)                                                                                       |
| 1973               | Patty Pravo                                                 | Pazza idea                                                         | Pazza idea                                      | 6 Wochen (37.–42.)                                                                                  |
| 1973               | Lucio Battisti                                              | La collina dei ciliegi                                             | Il nostro caro angelo                           | 10 Wochen (44. W 1973 – 1. W 1974)                                                                  |
| 1974               | Lucio Battisti                                              | La collina dei ciliegi                                             | Il nostro caro angelo                           | 10 Wochen (44. W 1973 – 1. W 1974)                                                                  |
| Mina               | E poi                                                       | Frutta e verdura / Amanti di valore                                | 5 Wochen (7.–10., 13.)                          | |
| Claudio Baglioni   | E tu …                                                      | E tu …                                                             | 6 Wochen (38.–43.)                              | |
| Riccardo Cocciante | Bella senz’anima                                            | Anima                                                              | 3 Wochen (49.–51.)                              | |
| Cochi e Renato     | E la vita, la vita                                          | E la vita, la vita                                                 | 5 Wochen (53. W 1974 – 4. W 1975)               | |
| Cochi e Renato     | E la vita, la vita                                          | E la vita, la vita                                                 | 5 Wochen (53. W 1974 – 4. W 1975)               | 1975                                                                                                |
| Barry White        | You’re the First, the Last, My Everything                   | Can’t Get Enough                                                   | 1 Woche (15.)                                   | |
| Claudio Baglioni   | Sabato pomeriggio                                           | Sabato pomeriggio                                                  | 8 Wochen (35.–40., 42.–43.)                     | |
| 1976               | Lucio Battisti                                              | Ancora tu                                                          | Lucio Battisti la batteria il contrabbasso ecc. | 12 Wochen (14.–25.)                                                                                 |
| 1976               | Riccardo Cocciante                                          | Margherita                                                         | Concerto per Margherita                         | 9 Wochen (38.–43., 45.–47.)                                                                         |
| 1976               | The Ritchie Family                                          | The Best Disco in Town                                             | Arabian Nights                                  | 1 Woche (48.)                                                                                       |
| 1977               | Lucio Battisti                                              | Amarsi un po’                                                      | Io tu noi tutti                                 | 8 Wochen (17.–24.)                                                                                  |
| 1977               | Donna Summer                                                | I Feel Love                                                        | I Remember Yesterday                            | 1 Woche (24.)                                                                                       |
| 1977               | Santa Esmeralda                                             | Don’t Let Me Be Misunderstood                                      | Don’t Let Me Be Misunderstood                   | 2 Wochen (44., 47.)                                                                                 |
| 1978               | Lucio Battisti                                              | Una donna per amico                                                | Una donna per amico                             | 7 Wochen (45., 47.–52.)                                                                             |
| 1979               | Bee Gees                                                    | Tragedy                                                            | Spirits Having Flown                            | 9 Wochen (10.–18.)                                                                                  |
| 1979               | Renato Zero                                                 | Il carrozzone                                                      | Erozero                                         | 7 Wochen (19.–25.)                                                                                  |
| 1979               | Alan Sorrenti                                               | Tu sei l’unica donna per me                                        | L.A. & N.Y.                                     | 9 Wochen (28.–36.)                                                                                  |
| 1979               | Antonello Venditti                                          | Buona domenica                                                     | Buona domenica                                  | 1 Woche (45.)                                                                                       |
| 1980               | Renato Zero                                                 | Amico                                                              | Tregua                                          | 1 Woche (37.)                                                                                       |
| 1982               | Paul McCartney                                              | Ebony and Ivory (feat. Stevie Wonder)                              | Tug of War                                      | 2 Wochen (23.–24.)                                                                                  |
| 1984               | Paul Young                                                  | Love of the Common People                                          | No Parlez                                       | 2 Wochen (16.–17.)                                                                                  |
| 1984               | Stevie Wonder                                               | I Just Called to Say I Love You                                    | The Woman in Red                                | 3 Wochen (46.–48.)                                                                                  |
| 1985               | Wham!                                                       | Last Christmas                                                     | Make It Big                                     | 2 Wochen (8.–9.)                                                                                    |
| 1985               | USA for Africa                                              | We Are the World                                                   | We Are the World                                | 7 Wochen (19.–25.)                                                                                  |
| 1985               | Madonna                                                     | Into the Groove                                                    | Like a Virgin                                   | 1 Woche (42.)                                                                                       |
| 1986               | Sting                                                       | Russians                                                           | The Dream of the Blue Turtles                   | 3 Wochen (9.–11.)                                                                                   |
| 1986               | Madonna                                                     | Live to Tell                                                       | True Blue                                       | 1 Woche (27.)                                                                                       |
| 1986               | Madonna                                                     | Papa Don’t Preach                                                  | True Blue                                       | 12 Wochen (28.–39.)                                                                                 |
| 1986               | Spandau Ballet                                              | Through the Barricades                                             | Through the Barricades                          | 3 Wochen (49. W 1986, 1.–2. W 1987)                                                                 |
| 1987               | Spandau Ballet                                              | Through the Barricades                                             | Through the Barricades                          | 3 Wochen (49. W 1986, 1.–2. W 1987)                                                                 |
| Whitney Houston    | I Wanna Dance with Somebody                                 | Whitney                                                            | 1 Woche (24.)                                   | |
| Michael Jackson    | Bad                                                         | Bad                                                                | 3 Wochen (40.–42.)                              | |
| 1988               | Luca Barbarossa                                             | L’amore rubato                                                     | Non tutti gli uomini                            | 2 Wochen (17., 19.)                                                                                 |
| 1989               | Madonna                                                     | Like a Prayer                                                      | Like a Prayer                                   | 4 Wochen (16.–19.)                                                                                  |
| 1990               | Phil Collins                                                | Another Day in Paradise                                            | …But Seriously                                  | 6 Wochen (3.–8.)                                                                                    |
| 1991               | Lucio Dalla                                                 | Attenti al lupo                                                    | Cambio                                          | 2 Wochen (3.–4.)                                                                                    |
| 1991               | Marco Masini                                                | Perché lo fai                                                      | Malinconoia                                     | 11 Wochen (12.–22.)                                                                                 |
| 1992               | Bruce Springsteen                                           | Human Touch                                                        | Human Touch                                     | 2 Wochen (14.–15.)                                                                                  |
| 1992               | Annie Lennox                                                | Why                                                                | Diva                                            | 5 Wochen (18.–22.)                                                                                  |
| 1992               | 883                                                         | Hanno ucciso l’uomo ragno                                          | Hanno ucciso l’uomo ragno                       | 1 Woche (37.)                                                                                       |
| 1993               | Vasco Rossi                                                 | Gli spari sopra                                                    | Gli spari sopra                                 | 3 Wochen (7.–9.)                                                                                    |
| 1994               | Bryan Adams                                                 | All for Love (mit Sting & Rod Stewart)                             | So Far So Good                                  | 1 Woche (4.)                                                                                        |
| 1997               | U2                                                          | Discothèque                                                        | Pop                                             | 2 Wochen (28. Februar – 13. März)                                                                   |
| 1997               | Elton John                                                  | Something About the Way You Look Tonight / Candle in the Wind 1997 | The Big Picture                                 | 4 Wochen (19. September – 16. Oktober)                                                              |
| 1998               | Céline Dion                                                 | My Heart Will Go On                                                | Let’s Talk About Love                           | 4 Wochen (6.–12. Februar, 20.–26. Februar, 20. März – 2. April)                                     |
| 1999               | Backstreet Boys                                             | I Want It That Way                                                 | Millennium                                      | 1 Woche (21.–27. Mai)                                                                               |
| 1999               | Ligabue                                                     | Il mio nome è mai più (mit Jovanotti und Piero Pelù)               | Miss Mondo                                      | 4 Wochen (17. September – 7. Oktober, 15.–21. Oktober)                                              |
| 2000               | Bon Jovi                                                    | It’s My Life                                                       | Crush                                           | 1 Woche (2.–8. Juni)                                                                                |
| 2000               | U2                                                          | Beautiful Day                                                      | All That You Can’t Leave Behind                 | 1 Woche (3.–9. November)                                                                            |
| 2003               | Eros Ramazzotti                                             | Un’emozione per sempre                                             | 9                                               | 3 Wochen (30. Mai – 19. Juni)                                                                       |
| 2003               | Aventura                                                    | Obsesión                                                           | We Broke the Rules                              | 1 Woche (17.–23. Oktober)                                                                           |
| 2004               | Laura Pausini                                               | Resta in ascolto                                                   | Resta in ascolto                                | 1 Woche (22.–28. Oktober)                                                                           |
| 2004               | U2                                                          | Vertigo                                                            | How to Dismantle an Atomic Bomb                 | 2 Wochen (19. November – 2. Dezember 2004)                                                          |
| 2006               | Tiziano Ferro                                               | Stop! Dimentica                                                    | Nessuno è solo                                  | 4 Wochen (23. Juni – 20. Juli)                                                                      |
| 2007               | Laura Pausini                                               | Io canto                                                           | Io canto                                        | 1 Woche (8.–14. Januar 2007)                                                                        |
| 2007               | Eros Ramazzotti                                             | Non siamo soli (feat. Ricky Martin)                                | e²                                              | 3 Wochen (29. Oktober – 18. November 2007)                                                          |
| 2008               | Vasco Rossi                                                 | Il mondo che vorrei                                                | Il mondo che vorrei                             | 1 Woche (31. März – 6. April)                                                                       |
| 2008               | Jovanotti                                                   | A te                                                               | Safari                                          | 1 Woche (19.–25. Mai)                                                                               |
| 2008               | Giusy Ferreri                                               | Non ti scordar mai di me                                           | Non ti scordar mai di me                        | 10 Wochen (7. Juli – 14. September)                                                                 |
| 2009               | Alessandra Amoroso                                          | Stupida                                                            | Stupida                                         | 1 Woche (13.–19. April)                                                                             |
| 2010               | Shakira                                                     | Waka Waka (This Time for Africa) (feat. Freshlyground)             | She Wolf                                        | 2 Wochen (2.–15. August)                                                                            |
| 2010               | Shakira                                                     | Loca (feat. Dizzee Rascal)                                         | Sale el sol                                     | 1 Woche (25.–31. Oktober)                                                                           |
| 2011               | Modà                                                        | Arriverà (feat. Emma)                                              | Viva i romantici                                | 5 Wochen (14. Februar – 20. März)                                                                   |
| 2011               | Adele                                                       | Someone like You                                                   | 21                                              | 2 Wochen (10.–23. Oktober)                                                                          |
| 2015               | Il Volo                                                     | Grande amore                                                       | Sanremo grande amore                            | 1 Woche (16.–22. Februar)                                                                           |
| 2015               | Adele                                                       | Hello                                                              | 25                                              | 3 Wochen (20.–27. November, 11.–24. Dezember)                                                       |
| 2016               | Álvaro Soler                                                | Sofia                                                              | Eterno agosto                                   | 1 Woche (15.–21. Juli)                                                                              |
| 2017               | Ed Sheeran                                                  | Shape of You                                                       | ÷                                               | 2 Wochen (3.–16. März)                                                                              |
| 2018               | Ed Sheeran                                                  | Perfect                                                            | ÷                                               | 1 Woche (5.–11. Januar)                                                                             |
| 2018               | Sfera Ebbasta                                               | Cupido (feat. Quavo)                                               | Rockstar                                        | 1 Woche (19.–25. Januar)                                                                            |
| 2018               | Guè Pequeno                                                 | Borsello (feat. Sfera Ebbasta & DrefGold)                          | Sinatra                                         | 1 Woche (14.–20. September)                                                                         |
| 2018               | Måneskin                                                    | Torna a casa                                                       | Il ballo della vita                             | 1 Woche (26. Oktober – 1. November)                                                                 |
| 2018               | Salmo                                                       | Cabriolet (feat. Sfera Ebbasta)                                    | Playlist                                        | 1 Woche (9.–15. November)                                                                           |
| 2019               | Salmo                                                       | Il cielo nella stanza (feat. Nstasia)                              | Playlist                                        | 2 Wochen (28. Dezember 2018 – 10. Januar 2019)                                                      |
| 2019               | Fedez                                                       | TVTB (feat. Dark Polo Gang)                                        | Paranoia Airlines                               | 1 Woche (25.–31. Januar)                                                                            |
| 2019               | Mahmood                                                     | Soldi                                                              | Gioventù bruciata                               | 1 Woche (22.–28. Februar)                                                                           |
| 2019               | Coez                                                        | È sempre bello                                                     | È sempre bello                                  | 1 Woche (29. März – 4. April)                                                                       |
| 2019               | Machete                                                     | Ho paura di uscire 2 (mit Salmo & Lazza)                           | Machete Mixtape 4                               | 1 Woche (5.–11. Juli)                                                                               |
| 2019               | Machete                                                     | Yoshi (mit Dani Faiv & Tha Supreme feat. Fabri Fibra)              | Machete Mixtape 4                               | 1 Woche (12.–18. Juli)                                                                              |
| 2019               | Marracash                                                   | Supreme (L’ego) (mit Tha Supreme & Sfera Ebbasta)                  | Persona                                         | 1 Woche (1.–7. November)                                                                            |
| 2019               | Tha Supreme                                                 | Blun7 a Swishland                                                  | 23 6451                                         | 3 Wochen (15.–21. November 2019 und 27. Dezember 2019 – 9. Januar 2020)                             |
| 2020               | Tha Supreme                                                 | Blun7 a Swishland                                                  | 23 6451                                         | 3 Wochen (15.–21. November 2019 und 27. Dezember 2019 – 9. Januar 2020)                             |
| Ghali              | Good Times                                                  | DNA                                                                | 2 Wochen (21.–27. Februar, 1.–7. Mai)           | |
| The Weeknd         | Blinding Lights                                             | After Hours                                                        | 1 Woche (20.–26. März)                          | |
| Dark Polo Gang     | Pussy (mit Tony Effe feat. Lazza & Salmo)                   | Dark Boys Club                                                     | 1 Woche (8.–14. Mai)                            | |
| Bloody Vinyl       | Altalene (mit Slait & Tha Supreme feat. Mara Sattei & Coez) | BV3                                                                | 1 Woche (2.–8. Oktober)                         | |
| Sfera Ebbasta      | Baby (mit J Balvin)                                         | Famoso                                                             | 2 Wochen (20. November – 3. Dezember)           | |
| 2021               | Mace                                                        | La canzone nostra (mit Blanco und Salmo)                           | OBE                                             | 1 Woche (5.–11. Februar)                                                                            |
| 2021               | Rkomi                                                       | Nuovo range (mit Sfera Ebbasta und Junior K)                       | Taxi Driver                                     | 1 Woche (30. April – 6. Mai)                                                                        |
| 2021               | Sangiovanni                                                 | Malibù                                                             | Sangiovanni                                     | 3 Wochen (14. Mai – 3. Juni)                                                                        |
| 2021               | Blanco                                                      | Blu celeste                                                        | Blu celeste                                     | 2 Wochen (10.–23. September)                                                                        |
| 2021               | Salmo                                                       | Kumite                                                             | Flop                                            | 2 Wochen (1.–14. Oktober)                                                                           |
| 2021               | Marracash                                                   | ∞ Love (Marracash & Guè)                                           | Noi, loro, gli altri                            | 4 Wochen (19.–25. November, 3.–9. und 17.–23. Dezember 2021 und 31. Dezember 2021 – 6. Januar 2022) |
| 2021               | Guè Pequeno                                                 | ∞ Love (Marracash & Guè)                                           | Gvesvs                                          | 1 Woche (10.–16. Dezember)                                                                          |
| 2022               | Sick Luke                                                   | Solite pare (feat. Tha Supreme & Sfera Ebbasta)                    | X2                                              | 1 Woche (7.–13. Januar)                                                                             |
| 2022               | Blanco                                                      | Brividi (mit Mahmood)                                              | Blu celeste                                     | 1 Woche (11.–17. Februar)                                                                           |
| 2022               | Lazza                                                       | Piove (feat. Sfera Ebbasta)                                        | Sirio                                           | 1 Woche (8.–14. April)                                                                              |
| 2022               | Lazza                                                       | S!r (Thasup feat. Lazza & Sfera Ebbasta)                           | Sirio                                           | 1 Woche (15.–21. Juli)                                                                              |
| 2022               | Lazza                                                       | Ferrari (James Hype & Miggy Dela Rosa feat. Lazza)                 | Sirio                                           | 1 Woche (9.–15. September)                                                                          |
| 2022               | Shiva                                                       | Alleluia (feat. Sfera Ebbasta)                                     | Milano Demons                                   | 1 Woche (25. November – 1. Dezember)                                                                |
| 2023               | Geolier                                                     | X caso (feat. Sfera Ebbasta)                                       | Il coraggio dei bambini                         | 1 Woche (6.–12. Januar)                                                                             |
| 2023               | Guè                                                         | Cookies n’ Cream (feat. Anna & Sfera Ebbasta)                      | Madreperla                                      | 1 Woche (13.–19. Januar)                                                                            |
| 2023               | Lazza                                                       | Cenere                                                             | Sirio                                           | 2 Wochen (10.–16. Februar, 10.–16. März)                                                            |
| 2023               | Geolier                                                     | Il male che mi fai (feat. Marracash)                               | Il coraggio dei bambini                         | 1 Woche (7.–13. April)                                                                              |
| 2023               | Blanco                                                      | Un briciolo di allegria (feat. Mina)                               | Innamorato                                      | 1 Woche (14.–20. April)                                                                             |
| 2023               | Emis Killa                                                  | On Fire (Paid in Full) (feat. Sfera Ebbasta)                       | Effetto notte                                   | 1 Woche (19.–25. Mai)                                                                               |
| 2023               | Tedua                                                       | Hoe (feat. Sfera Ebbasta)                                          | La Divina Commedia                              | 3 Wochen (2.–22. Juni)                                                                              |
| 2023               | Sfera Ebbasta                                               | 15 piani                                                           | X2VR                                            | 2 Wochen (17.–30. November)                                                                         |
| 2023               | Massimo Pericolo                                            | Moneylove (feat. Emis Killa)                                       | Le cose cambiano                                | 1 Woche (1.–7. Dezember)                                                                            |